# Gran Conca

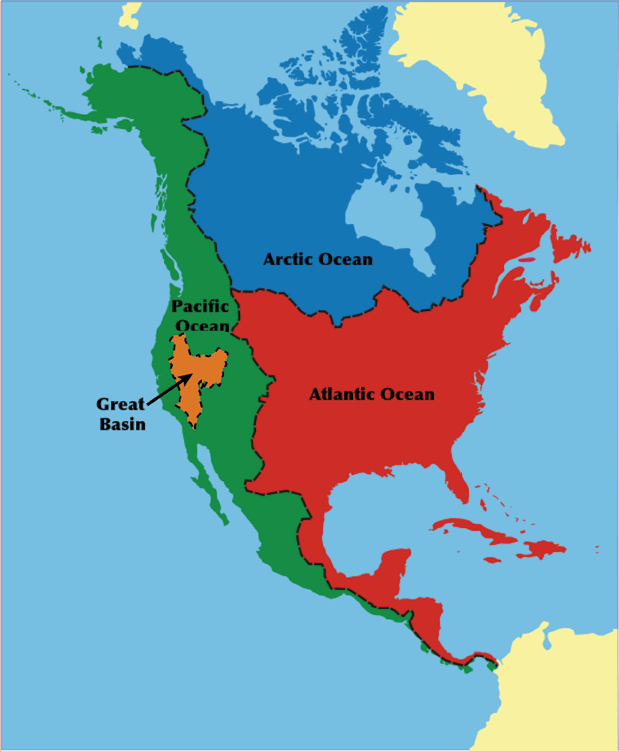
Conques dels rius de Nord-amèrica (amb la Gran Conca en carbassa).

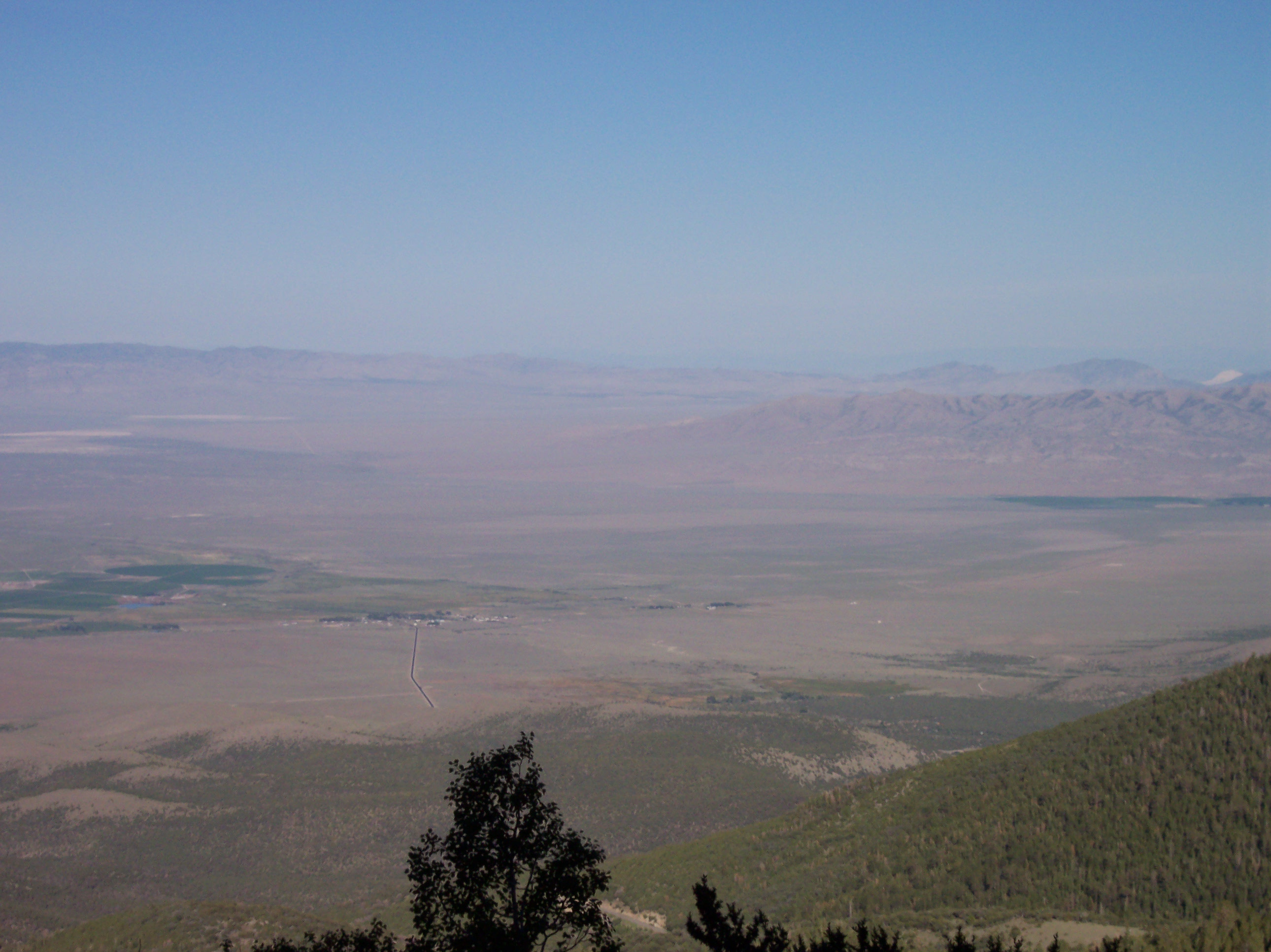
Desert de la Gran Conca

La Gran Conca (en anglès:Great Basin) és una extensa regió àrida de l'oest dels Estats Units. En realitat és una sèrie de conques contigües entre les muntanyes de Wasatch a Utah, i la Sierra Nevada, i que no tenen cap sortida natural al mar, és a dir, conformen una conca endorreica. La Gran Conca s'estén, als EUA, pels estats de Nevada, Utah, Califòrnia, Oregon, Idaho i Wyoming, i a Mèxic, per l'estat de Baixa Califòrnia. Per altra banda, el Desert de la Gran Conca (compost, de fet, de diferents deserts amb diversos noms, com ara: el Desert de Roca Negra - Black Rock Desert; el del Gran Llac Salat - Great Salt Lake Desert; el de Sevier, el de Smoke Creek, el desert de Mojave i part del de Sonora.) es defineix basant-se en la presència d'algunes espècies de plantes característiques de la regió, i abasta una superfície un poc menor. La regió és molt àrida, i s'hi troben la vall de la Mort i el Gran Llac Salat.